# Kâmpóng Thum (prowincja)
Kâmpóng Thum (khm. កំពង់ធំ) – prowincja w centralnej Kambodży, druga co do wielkości powierzchni w kraju. Zamieszkana była w 2019 roku przez 677 260 tys. osób.
Prowincja podzielona jest na 8 dystryktów:
- Baray
- Kâmpóng Svay
- Stueng Saen
- Prasat Balangk
- Prasat Sâmbor
- Sândan
- Sântŭk
- Stoŭng